# Parastratiosphecomyia stratiosphecomyioides
Parastratiosphecomyia stratiosphecomyioides es una especie de mosca de la familia Stratiomyidae o moscas soldado. Es nativa de Tailandia. Su nombre genérico proviene del griego antiguo y significa "parecido a un avispa-mosca soldado" y su nombre específico "avispa semejante a mosca". Es considerado el animal con el nombre científico válido más largo; pues el nombre del anfípodo Gammaracanthuskytodermogammarus loricatobaicalensis era más largo pero fue suprimido y ya no se considera válido. El nombre propuesto para una bacteria, Myxococcus llanfairpwllgwyngyllgogerychwyrndrobwllllantysiliogogogochensis, es más largo pero no es de un animal, y bajo el Código Internacional de Nomenclatura de Procariotas, el nombre tiene que ser publicado en la Revista Internacional de microbiología sistemática y evolutiva (IJSEM por sus siglas en inglés) antes de ser aceptado como válido. P. stratiosphecomyioides, en ocasiones conocida como mosca soldado del sudeste asiático, fue descrita en 1923 por el entomólogo brítanico Enrico Adelelmo Brunetti. Este insecto presenta una longitud de 10.3 o 10.4 mm.

## Coloración y marcas
Debido a su apariencia semejante a la de una avispa, P. stratiosphecomyioides podría ser un caso de mimetismo batesiano, que puede reducir el número de ocasiones que es predada.